# Lew Alexandrowitsch Michelson
Lew Alexandrowitsch Michelson (russisch Лев Александрович Михельсон; * 7. Augustjul. / 19. August 1861greg. in Tultschyn; † 2. August 1923 in München) war ein ukrainisch-russischer Jurist und Unternehmer.

## Leben
Michelsons Eltern waren der adlige Zivilingenieur Alexander Michailowitsch Michelson (1825–1875) und seine Frau Marie Antoinette Fjodorowna geborene Delius. Michelson war das zweite von 5 Kindern. Er besuchte wie sein ein Jahr älterer Bruder Wladimir in Moskau das Privatgymnasium Franz Iwanowitsch Kreimans mit Abschluss 1878. Er studierte dann an der juristischen Fakultät der Universität Moskau (MGU) mit Abschluss 1883 als Kandidat, während sein Bruder Wladimir an der physikalisch-mathematischen Fakultät der MGU studierte und Physiker wurde.

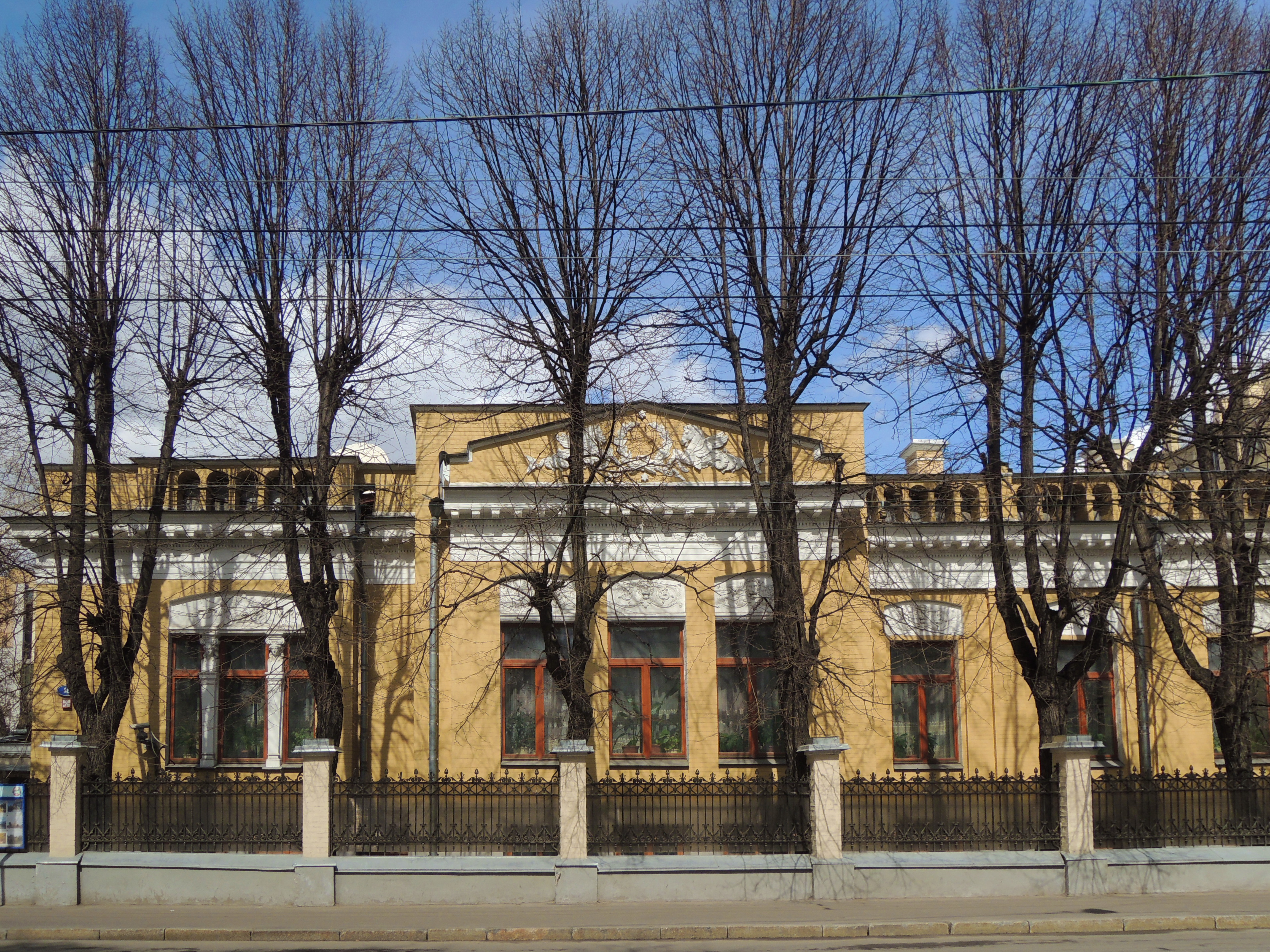
A.-K.-Ferster-Michelson-Villa, Malaja Nikitskaja Uliza 18, Moskau

Nach dem Studium ging Michelson als Rechtsanwalt nach Irkutsk, um die Interessen einer Moskauer Textilfirma gegen das Handelshaus der Brüder Michail Dmitrijewitsch Butin und Nikolai Dmitrijetisch Butin zu vertreten, denen diverse Industrieunternehmen und 50 Goldfelder gehörten und die in Zahlungsschwierigkeiten geraten waren. Das Handelshaus Butin wurde von den Gläubigern unter Zwangsverwaltung gestellt und abgewickelt, wobei den Beteiligten und Michelson persönliche Bereicherung unterstellt wurde.
1895 erhielt Michelson eine Lizenz für die Prospektion von Gold- und Erzvorkommen. 1896 gründete er mit dem Kollegiensekretär (10. Rangklasse) N. I. Perfiljew und dem Omsker Kaufmann G. I. Remennikow die Aktiengesellschaft der Sudschensker Steinkohlezechen. Nach dem Aufkauf der  Aktien seiner Mitgesellschafter 1897 war er Alleinbesitzer der bedeutendsten sibirischen Steinkohlezechen, die die Stahlwerke und Fabriken in Sibirien und im Ural belieferten. Für den Kohlevertrieb zwischen Wolga und Jenissei besaß er das Monopol. 1908 schloss er mit der Leitung der Transsibirischen Eisenbahn einen Vertrag über die Lieferung von jährlich 9 Millionen Pud bis 1916. 1916 betrug die Bilanzsumme der Sudschensker Zechen 8 Millionen Rubel.
1914 erwarb Michelson die Aktienmehrheit der von Alexei Sergejewitsch Suworin gegründeten Moskauer Abendzeitung Wetscherneje Wremja mit einer Auflage von bis zu 135.000. Auch besaß er die Aktienmehrheit von Alexander Iwanowitsch Gutschkows Zeitung Golos Moskwy. Im Ersten Weltkrieg kaufte Michelson 1916 von der Firma W. J. Hopper & Co. das Moskauer Elektromechanik-Werk (Michelson-Werk), in dem im Januar 1918 ein Anschlag auf Lenin geschah. Michelsons Werk produzierte Granaten für 15 Millionen Rubel. Im Jahr der Februarrevolution 1917 gründete Michelson die Aktiengesellschaft Russkaja Maschina mit einem Kapital von 12 Millionen Rubel. Dazu baute er die Unternehmen in Sibirien aus und kaufte weitere Zechen, 3 Sägewerke im Kusbass, eine Getreidemühle und eine Ziegelei. Er besaß Datschen, Landgüter und die von Adolf Wilhelm Erichson 1899 gebaute Villa in der Moskauer Malaja Nikitskaja Uliza 18. Nach der Oktoberrevolution wurde Michelsons Besitz verstaatlicht.
Michelson war für die konstitutionelle Monarchie und Mitglied des Zentralkomitees der Partei der Oktobristen. Er war verheiratet mit Nadeschda Michailowna geborene Gorbowa.